# Energy Equivalent Speed
Die Energy Equivalent Speed (kurz: EES) ist die Geschwindigkeit eines Fahrzeugs mit Gesamtmasse m, dessen kinetische Energie genau einer gegebenen Deformationsenergie entspricht.
Nach einem Unfall kann aus dem Deformationsmuster des Fahrzeugs und tabellierten Vergleichswerten die Deformationsenergie abgeschätzt werden. Die Deformationsenergie ist dabei die Energie, die unter der Annahme vollplastischer Verformung umgesetzt wird. Reversible Anteile sind daher nicht berücksichtigt.
Trifft real ein Fahrzeug auf ein deformierbares Hindernis, so wird die kinetische Energie nicht nur in Deformationsarbeit am Fahrzeug, sondern auch in Deformationsarbeit am Hindernis umgesetzt. Hinzu kommen noch reversible Anteile. Die tatsächliche Kollisionsgeschwindigkeit muss also real größer als die EES sein. Die aus dem Deformationsbild des Fahrzeugs abgeschätzte EES ist näherungsweise diejenige Geschwindigkeit des Fahrzeugs, die bei Kollision mit einem starren Hindernis den gleichen Schaden verursacht hätte. Da die reversiblen Anteile nicht berücksichtigt wurden (elastische Eigenschaften der Fahrzeugstruktur), müsste die kinetische Energie des Fahrzeugs auch in diesem Fall um diesen Anteil höher liegen.  Früher wurden auch die Begriffe EBS (Equivalent Barrier Speed) bzw. BEV (Barrier Equivalent Velocity) gebraucht, die diesen Effekt kompensieren sollten.